# The Fox (musikalbum)
The Fox är ett musikalbum av Elton John. Det var hans femtonde studioalbum och utgavs 1981 på Elton Johns skivbolag The Rocket Record Company. Albumet kom inte att bli så uppmärksammat då ingen av dess tre singlar, "Nobody Wins", "Just Like Belgium" och "Chloe" blev någon särskilt stor hit. Fem av albumets låtar var hämtade från inspelningarna till det föregående albumet 21 at 33.

## Låtlista
(upphovsman inom parentes)
1. "Breaking Down Barriers" (John, Gary Osborne) – 4:42
2. "Heart in the Right Place" (John, Osborne) – 5:15
3. "Just Like Belgium" (John, Bernie Taupin)– 4:10
4. "Nobody Wins" (Jean-Paul Dreau, Osborne) – 3:40
5. "Fascist Faces" (John, Taupin) – 5:12
6. "Carla/Etude" (John) – 4:46
7. "Fanfare" (John, James Newton Howard) – 1:26
8. "Chloe" (John, Osborne) – 4:40
9. "Heels of the Wind" (John, Taupin) – 3:35
10. "Elton's Song" (John, Tom Robinson) – 3:02
11. "The Fox" (John, Taupin) – 5:20

## Listplaceringar
- Billboard 200, USA: #21[1]
- UK Albums Chart, Storbritannien: #12[2]
- VG-lista, Norge: #5[3]
- Topplistan, Sverige: #25[4]